# Salima Ikram
Salima Ikram (née en 1965) est professeur d'égyptologie à l'université américaine au Caire. Égyptologue de stature internationale, elle a participé et participe toujours à de nombreux projets archéologiques sur l'Égypte antique. Elle est l'auteure de plusieurs ouvrages sur l'archéologie égyptienne et contribue régulièrement à diverses revues scientifiques. Ses travaux et recherches sont régulièrement présentés dans les médias de la presse écrite et audiovisuelle.

## Biographie

### Jeunesse
Salima Ikram est née à Lahore, Pakistan en 1965. C'est une visite en Égypte, quand elle avait neuf ans, qui lui a donné le goût de l'égyptologie.

### Éducation
Salima Ikram a étudié l'égyptologie et l'archéologie au Collège Bryn Mawr, en Pennsylvanie (États-Unis), débutant par une licence en archéologie et Histoire classique et orientale. Poursuivant ses études à l'université de Cambridge, elle réalise un master 2 et une thèse en égyptologie et études muséologiques. Durant ses études doctorales, elle suit également une formation en analyse de la faune.

### Carrière
Salima Ikram habite Le Caire et enseigne l'égyptologie et l'archéologie à l'université américaine au Caire, où elle occupe le poste de professeur d'égyptologie. Spécialiste des momies animales, Salima Ikram a fondé l'Animal Mummy Project (projet relatif aux momies animales) au Musée égyptien du Caire et co-dirige ce projet depuis 2001.
De par sa spécialité, elle travaille conjointement sur les momies animales du Musée des Confluences de Lyon avec l'équipe de Stéphanie Porcier depuis cinq années.
Elle est également la co-directrice du Predynastic Gallery project (projet de galerie prédynastique) et la co-directrice de l'Egyptian Museum Chariot Project (projet sur le char au musée égyptien du Caire).
Elle a aussi travaillé durant de nombreuses années avec l'Institut français d'archéologie orientale sur les sites archéologiques d'Abou Rawash, Dendérah et Deir el-Médineh.
Depuis 2001, Salima Ikram dirige, avec Corinna Rossi, le North Kharga Oasis Survey (NKOS) (inspection du nord de l'oasis al-Kharga),,.
Internationalement reconnue comme l'une des grandes égyptologues de son temps et comme la spécialiste mondiale de la question des momies animales, Salima Ikram a participé à plus d'une trentaine d'émissions télévisées et autres documentaires. Elle fut notamment l'une des conseillères égyptologiques du film La Momie. Elle est aujourd'hui la correspondante de la revue scientifique américaine Kmt et contribue fréquemment au magazine Egypt Today (L'Égypte aujourd'hui). 
Ses travaux bénéficient par ailleurs du soutien du comité pour la recherche et l'exploration de la société du National Geographic.
Plus récemment, ses recherches en collaboration avec l'équipe d'égyptologues tchèque menée par Miroslav Barta, ont permis la découverte de la tombe de la reine Khentkaous III, mère du futur pharaon Menkaouhor.
Elle est membre correspondant de l'Académie royale des sciences d'outre-mer, dans la Classe des sciences humaines.
En 2018, Ikram a participé à Tenerife (Espagne) au congrès international « Athanatos. Inmortal. Muerte e inmortalidad en las poblaciones del pasado ». Au cours de ce congrès, une exposition de momies de différentes parties du monde, notamment les momies guanches d'anciens habitants de l'île de Ténérife, a été présentée, avec une technique similaire à celle des momies égyptiennes.

## Publications principales
- (en) Salima Ikram, Émile Prisse d'Avennes : art égyptien (Emile Prisse d'Avennes: Egyptian Art), New York, Taschen, 2014, 424 p. (ISBN 978-3-8365-1647-1)
- Salima Ikram, Les momies dans le monde : une encyclopédie des momies dans l'histoire, la religion et la culture populaire (Mummies around the World: An Encyclopedia of Mummies in History, Religion, and Popular Culture) (avec Matthew Cardin, Anna-Maria Begerock, Aidan Dodson et Michael E. Habicht), Santa Barbara, ABC Clio, 2014, 470 p. (ISBN 978-1-61069-419-3 et 1-61069-419-8)
- Salima Ikram, Égypte ancienne : une introduction (Ancient Egypt: An Introduction), Cambridge, Presses Universitaires de Cambridge, 2009, 356 p. (ISBN 978-0-521-67598-7)
- (en) Salima Ikram, La tombe en Égypte ancienne (The Tomb in Ancient Egypt) (avec Aidan Mark Dodson), Londres & New York, Thames & Hudson, 2008, 368 p. (ISBN 978-0-500-05139-9 et 0-500-05139-9)
- Salima Ikram, Animaux aimés (Beloved Beasts), Le Caire, Presses de l'Université Américaine du Caire, 2006, 64 p. (ISBN 977-305-861-1, lire en ligne)
- Salima Ikram, Créatures divines : les momies animales en Égypte ancienne (Divine Creatures: Animal Mummies In Ancient Egypt), Le Caire, Presses de l'Université Américaine du Caire, 2005, 264 p. (ISBN 977-424-858-9, lire en ligne)
- Salima Ikram, Mort et inhumation en Égypte ancienne (Death and Burial in Ancient Egypt), Longman, Presses de l'Université du Michigan, 2003, 241 p. (ISBN 0-582-77216-8)
- (en) Salima Ikram, Catalogue général des momies non humaines du musée égyptien du Caire (Catalogue General of Non Human Mummies in the Egyptian Museum), Le Caire, Presses de l'Université Américaine du Caire, 2003, 100 p. (ISBN 977-305-275-3)
- Salima Ikram, Les pyramides égyptiennes (Egyptian Pyramids), Columbia, Presses de l'Université de Columbia, 2000, 60 p. (ISBN 977-424-464-8)
- (en) Salima Ikram, La Momie en Égypte ancienne : équiper le défunt pour l'éternité  (The Mummy in Ancient Egypt: Equipping the Dead for Eternity) (avec Aidan Mark Dodson), New York, Thames & Hudson, 1998, 352 p. (ISBN 0-500-05088-0)
- (en) Salima Ikram, Les momies royales au musée égyptien du Caire (Royal Mummies in the Egyptian Museum) (avec Aidan Dodson), Le Caire, Zeitouna/Presses de l'Université Américaine du Caire, 1997, 72 p. (ISBN 977-424-431-1)

### Livres jeunesse
- Salima Ikram, La vie sauvage en Égypte ancienne (Ancient Egypt's Wildlife) (avec Dominique Navarro), Le Caire, Presses Universitaires du Caire, 2013, 8 p. (ISBN 978-977-416-595-5 et 977-416-595-0)
- Salima Ikram, L'égyptologie (Egyptology), Amideast, 1997 (réimpr. 1997), 32 p. (ISBN 977-5325-64-1)
- Salima Ikram, En Égypte ancienne : Dieux et temples (In Ancient Egypt: Gods and Temples), Los Altos, Hoopoe Books, 1998, 32 p. (ISBN 977-5325-78-1)
- Salima Ikram, En Égypte ancienne : momies et tombes (In Ancient Egypt: Mummies and Tombs), Los Altos, Hoopoe Books, 1998, 32 p. (ISBN 977-5325-79-X)
- Salima Ikram, En Égypte ancienne : les Pharaons (In Ancient Egypt : Pharaohs), Amideast, Hoopoe Books, 1997, 32 p. (ISBN 977-5325-60-9)
- Salima Ikram, La Terre et les Hommes (Land and People), Amideast, Hoopoe Books, 1997, 32 p. (ISBN 977-5325-61-7)

## Filmographie
- 2020 : Louxor de Zeina Durra : Salina